# Óscar Herrera
Óscar Enrique Herrera Hernández (Talcahuano, 3 gennaio 1959 – 5 ottobre 2015) è stato un calciatore cileno, di ruolo attaccante.

## Carriera
Con la Nazionale cilena ha partecipato alla Copa América 1983.